# Krajowe Porozumienie Emerytów i Rencistów Rzeczypospolitej Polskiej
Krajowe Porozumienie Emerytów i Rencistów Rzeczypospolitej Polskiej (KPEiR RP) – polska partia polityczna o profilu prawicowo-socjalnym, założona 13 lipca 1997 jako konkurencyjne ugrupowanie dla (współpracującej z SLD) Krajowej Partii Emerytów i Rencistów (KPEiR) w wyborach parlamentarnych w 1997.
Inicjatorami powstania ugrupowania KPEiR RP była czołowa grupa działaczy Konfederacji Polski Niepodległej – Obóz Patriotyczny.
Kampania wyborcza KPEiR RP podzieliła głosy emerytów i rencistów, uniemożliwiając wejście do parlamentu potencjalnych sojuszników SLD. W wyborach parlamentarnych w 1997 KPEiR otrzymała 284 826 głosów, tj. 2,18% a KPEiR RP 212 826 głosów, tj. 1,63%.
Czołowi kandydaci KPEiR RP (według ilości otrzymanych głosów) to: Elżbieta Postulka (przewodnicząca KPEiR RP), Bogdan Koźmiński, Aleksandra Owczarek, Adam Sokołowski, Adam Sandauer, Andrzej Wójcik, Alina Zwierzykowska, Marek Łyżwa.
W wyborach samorządowych w 1998 KPEiR RP weszła w skład koalicji wyborczej Ruch Patriotyczny Ojczyzna.
W wyborach prezydenckich w Polsce w 2000 ugrupowanie poparło kandydaturę doktora Dariusza Macieja Grabowskiego z Koalicji dla Polski; Dariusz Grabowski uzyskał 89 002 głosy, tj. 0,51%.
Po rozłamie w Konfederacji Polski Niepodległej – Ojczyzna, do którego doszło 10 grudnia 2000, w 2001 nastąpił również podział w KPEiR RP. Powstała Krajowa Wspólnota Emerytów i Rencistów na czele z Elżbietą Postulką (wróciła ona później do ugrupowania). Nowym przewodniczącym KPEiR RP został Wojciech Paciorkowski.
W wyborach parlamentarnych w 2001 po kilkoro członków KPEiR RP startowało z list Alternatywy Ruch Społeczny i Konfederacji (wcześniej partia miała startować samodzielnie, jednak jej komitet nie zebrał wystarczającej liczby podpisów). 17 września 2002 partia została wyrejestrowana, a 7 października 2003, po zmianach organizacyjnych, zarejestrowana ponownie. Jej przewodniczącym został Andrzej Skibicki. W wyborach do Parlamentu Europejskiego w 2004 kilkoro działaczy KPEiR RP (w tym troje z pierwszych miejsc na listach) startowało z ramienia komitetu Konfederacja Ruch Obrony Bezrobotnych (KPEiR RP tworzyło go wspólnie z KPN-OP i ROB). W tym samym roku w wyborach uzupełniających do Senatu w okręgu katowickim startująca z ramienia KROB RP Elżbieta Postulka zajęła 7. miejsce spośród 9 kandydatów.
Krajowe Porozumienie Emerytów i Rencistów Rzeczypospolitej Polskiej z powodu niezłożenia sprawozdania finansowego zostało ostatecznie wykreślone z rejestru partii politycznych 24 maja 2005.